# Pearl Drums
Pearl Drums é uma empresa multinacional japonesa, que fabrica vários produtos musicais, com destaque à bateria.

## História
A empresa entrou em funcionamento no dia 2 de abril de 1946, na cidade de Tóquio, por Katsumi Yamagisawa. Em 1957, o filho mais velho de Katsumi foi o responsável pela expansão da empresa. Hoje, a banda possui vários endorsers em vários locais do mundo, como: Joey Jordison (Slipknot), André Mattos (Trazendo a Arca), Chad Smith (Red Hot Chili Peppers)Tostāo Queiroga (Elba Ramalho).